# Foy Draper

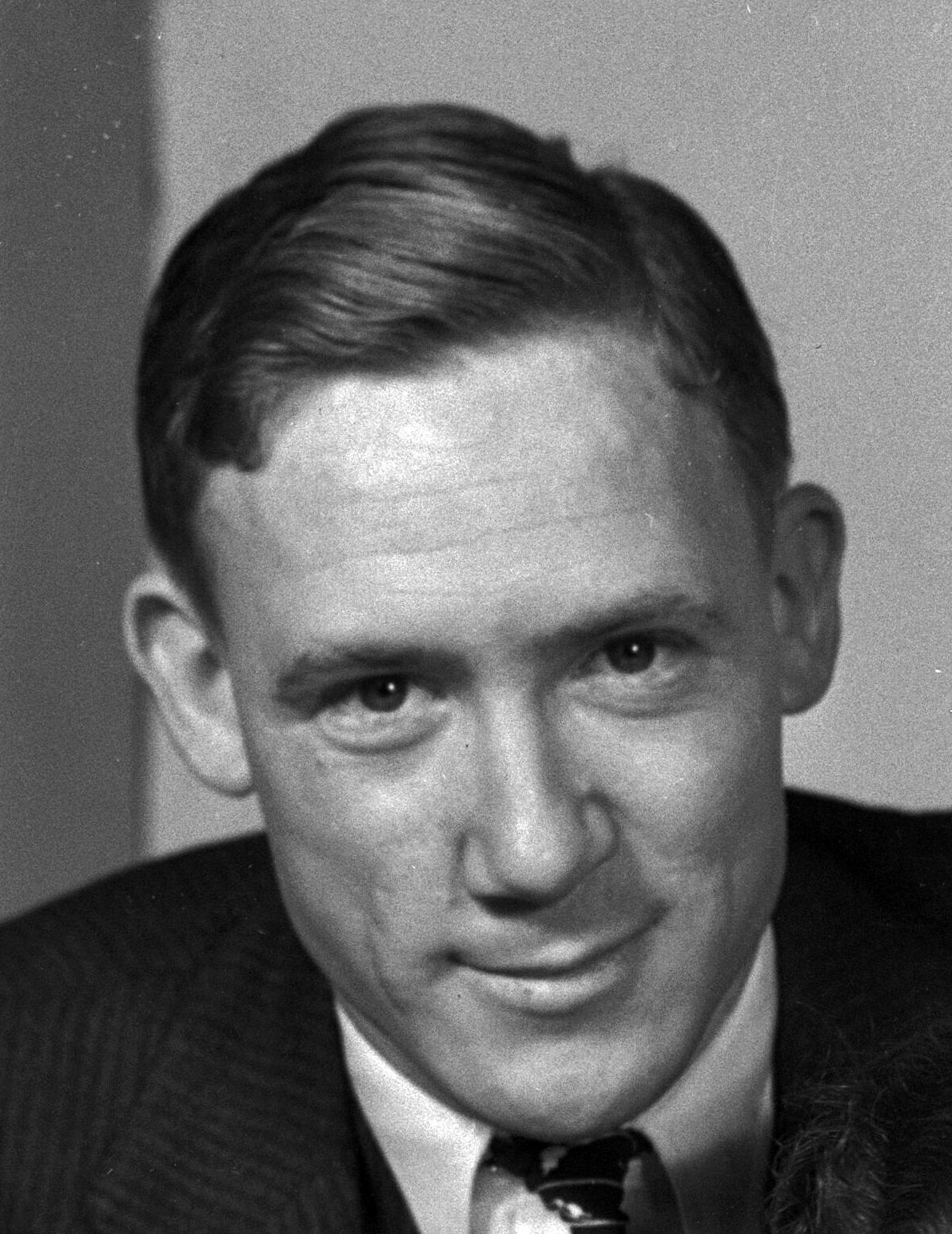
Foy Draper (1936)

Foy Draper (* 26. November 1913 in Georgetown, Texas; † 1. Februar 1943 bei Kasserine, Tunesien) war ein US-amerikanischer Leichtathlet. Bei einer Körpergröße von 1,65 m betrug sein Wettkampfgewicht 54 kg.
Als Zweiter bei den NCAA-Meisterschaften 1935 hinter Jesse Owens stellte er seine persönliche Bestzeit von 10,3 s im 100-Meter-Lauf auf. Im selben Jahr gewann er die IC4A-Meisterschaft über 220 Yards. 
Bei den Olympischen Spielen 1936 gewann er zusammen mit Jesse Owens, Ralph Metcalfe und Frank Wykoff die Goldmedaille im 4-mal-100-Meter-Staffellauf in der Weltrekordzeit von 39,8 s.
Er stürzte 1943 mit seinem Flugzeug während des Zweiten Weltkriegs bei den Vorbereitungen zur Teilnahme an der Schlacht am Kasserinpass in Tunesien ab. Seine Leiche wurde nie gefunden.